# Andrés Napoleón Romero Cárdenas
Andrés Napoleón Romero Cárdenas (ur. 24 lipca 1967 w Ramonal Arriba) – dominikański duchowny katolicki, biskup Barahony od 2015.

## Życiorys
Święcenia kapłańskie otrzymał 8 lipca 1995 i został inkardynowany do diecezji San Francisco de Macorís. Po święceniach został wychowawcą w niższym seminarium oraz dyrektorem diecezjalnego Dzieła Pomocy Powołaniom. W latach 1998–2001 studiował w Rzymie, a w kolejnych latach pracował w krajowym seminarium w Santo Domingo. Od 2008 pracował duszpastersko w kilku parafiach diecezji.
23 lutego 2015 papież Franciszek mianował go ordynariuszem diecezji Barahona. Sakry udzielił mu 25 kwietnia 2015 metropolita Santo Domingo - kardynał Nicolás de Jesús López Rodriguez.